# Шермур, Эдвард
Эдвард Шермур (англ. Edward Shearmur, 28 февраля 1966 года) — британский кинокомпозитор.

## Биография
Эдвард Шермур родился в Лондоне в 1966 году. В возрасте 7 лет пел в хоре Вестминстерского собора. Обучался в Итонском колледже, Королевском колледже музыки, Пемброкском колледже Кембриджского университета.
Совершенствовал своё мастерство, помогая Майклу Кэймену, работая дирижёром и оркестровщиком (фильмы «Лицензия на убийство», «Крепкий орешек», «Смертельное оружие») до своего дебюта в 1993 году с музыкой к фильму «Цементный сад», который получил приз Берлинского кинофестиваля.
Помимо работы над музыкой к фильмам, увлекается рок-музыкой, сотрудничая как клавишник и аранжировщик с известными исполнителями: Эриком Клэптоном, Энни Леннокс, Pink Floyd, Брайном Адамсом, Джимми Пэйджем и Робертом Плантом.

## Фильмография

### 1990-е годы
- Sylvia Hates Sam (1993)
- Цементный сад (1993)
- Байки из склепа: Рыцарь-демон (1995)
- The Leading Man (1996)
- Remember Me? (1997)
- The Wings of the Dove (1997)
- Girls' Night (1998)
- Особь 2 (1998)
- Кое-что о Марте (1998)
- The Governess (1998)
- Жестокие игры (1999)
- Якоб-лжец (1999)
- Бриллиантовый полицейский (1999)

### 2000-е годы
- Женские тайны (2000)
- Whatever It Takes (2000)
- Ангелы Чарли (2000)
- Жестокие игры 2 (2000)
- Мисс Конгениальность (2000)
- The Brightness You Keep (2000)
- Планета Ка-Пэкс (2001)
- Граф Монте-Кристо (2002)
- Милашка (2002)
- Власть огня (2002)
- Агент Джонни Инглиш (2003)
- Ангелы Чарли: Полный вперёд (2003)
- Win a Date with Tad Hamilton! (2004)
- Законы привлекательности (2004)
- Уимблдон (2004)
- Небесный Капитан и мир будущего (2004)
- Девять жизней (2005)
- Несносные медведи (2005)
- Ключ от всех дверей (2005)
- Мисс Конгениальность-2 (2005)
- Цена измены (2005)
- Мастера ужасов (сериал) (2005—2006)
- Dedication (2006)
- Fast Track (2006)
- Очень эпическое кино (2007)
- 88 минут (2007)
- Чернильное сердце (2007)
- Папина дочка (2008)
- Ещё одна из рода Болейн (2008)
- Пассажиры (2008)
- Право на убийство (2008)